# پاناگیوتیس کونه
پاناگیوتیس کونه (یونانی: Παναγιώτης Κονέ؛ زاده ۲۶ ژوئیهٔ ۱۹۸۷) بازیکن فوتبال اهل یونان است.
وی همچنین در تیم ملی فوتبال یونان بازی کرده‌است.